# Jefa Fabiana
Fabiana Maribel Zepeda Arias, conocida como Jefa Fabiana, es una enfermera mexicana, reconocida por ser la jefa de enfermeras del Instituto Mexicano del Seguro Social y parte del equipo que encabeza las medidas gubernamentales contra la pandemia por la enfermedad de COVID-19.
El 20 de abril de 2020, en la conferencia vespertina de la Secretaría de Salud, hizo un llamado para acabar con las agresiones que vive el personal de salud que lucha contra el COVID-19, ya que se vivieron varios episodios de violencia hacia médicos, médicas y enfermeras, en su intervención dijo:

Duele hablar de esto, duele hablar de lo que le pasa a tu gente, duele hablar de los trabajadores de la salud que también somos personas, que también tenemos familia y que hoy estamos dejando muchas cosas: nuestras casas, nuestra familia, estamos dejando nuestra vida en las unidades hospitalarias y así lo decidimos todos los días.El 21 de abril creó una cuenta en Twitter para promover la no violencia y apoyar a los miles de enfermeros y enfermeras del país.
 

## Trayectoria académica
Estudió en la Escuela Nacional de Enfermería y Obstetricia de la UNAM de la cual egresó como Técnico en enfermería, estudió la licenciatura en Enfermería en la Escuela Superior de Enfermería y Obstetricia del IPN. Posteriormente realizó una maestría en Ciencias en el área de Sistemas de Salud en la Universidad Autónoma de Aguascalientes y un doctorado en Alta Dirección por el Centro de Posgrado del Estado de México.
Tiene dos diplomados en "Investigación en Enfermería en Sistemas de Salud" y "Atención Integral del Paciente con Insuficiencia Renal Crónica" realizados en el IMSS.
Es presidenta de la Asociación Mexicana de Investigación de Enfermería, asesora para el desarrollo de proyectos de investigación en Enfermería en el IMSS. 
En la Revista de Enfermería es editora asociada, además de ser revisora de textos científicos.
Ha sido ponente en diversos foros sobre aspectos relacionados con la investigación.

## Trayectoria profesional
Es  titular de la División de Programas de Enfermería en el Instituto Mexicano del Seguro Social
En 2015 fue jefa de Área de Enfermería en la Coordinación de Atención Integral de Segundo Nivel en el Instituto Mexicano del Seguro Social. 
En 2013 fue auditora del Consejo de Salubridad General, en 2012 coordinadora de Programas de Enfermería y asesora metodológica para la elaboración de guías de práctica clínica en el IMSS y en el 2010 subjefa de Enfermeras Unidad Médica de Alta Especialidad. 
Es integrante de la Comisión de Seguridad del Paciente de la Academia Mexicana de Cirugía.
Ha sido una voz por la igualdad de género en el IMSS, así como la participación equitativa de las mujeres en la vida política y social de México.

## Publicaciones
- Svetlana Vladislavovna Doubova, Ricardo Pérez-Cuevas, Maribel Zepeda-Arias, Sergio Flores-Hernandez, Satisfaction of patients suffering from type 2 diabetes and/or hypertension with care offered in family medicine clinics in Mexico en Salud Pública de México, vol. 51, no. 3, mayo-junio de 2009.
- Ricardo Pérez-Cuevas. Hortensia Reyes Morales. Svetlana Vladislavovna Doubova. Maribel Zepeda Arias. Gustavo Díaz Rodríguez. Abel Peña Valdovinos. Onofre Muñoz Hernández.  Atención integral a pacientes diabéticos e hipertensos con la participación de enfermeras en medicina familiar en Rev Panam Salud Publica/ Pan Am J Public Health, 2009.
- Guía de Práctica Clínica. Diagnóstico y Tratamiento de las Fracturas Transtrocantéricas de Fémur en pacientes mayores de 65 años, Instituto Mexicano del Seguro Social. 2009.
- Mancilla-García ME; Zepeda-Arias FM. Importancia de las Guías de Práctica Clínica en Enfermería. Revista de Enfermería, IMSS. 2012
- Guía de Práctica Clínica. Intervenciones preventivas para la seguridad en el paciente quirúrgico, Secretaría de Salud. 2013.
- El cuidado de Enfermería en el Instituto Mexicano del Seguro Social, en Enfermería, Colección Medicina de Excelencia. Editorial Alfil, 2013.
- Evaluación del cuidado de Enfermería, en Enfermería, Colección Medicina de Excelencia. Editorial Alfil, 2013.